# GATAD1
GATAD1 (англ. GATA zinc finger domain containing 1) – білок, який кодується однойменним геном, розташованим у людей на 7-й хромосомі. Довжина поліпептидного ланцюга білка становить 269 амінокислот, а молекулярна маса — 28 690.
| 10         |  | 20         |  | 30         |  | 40         |  | 50         |
| ---------- |  | ---------- |  | ---------- |  | ---------- |  | ---------- |
| MPLGLKPTCS |  | VCKTTSSSMW |  | KKGAQGEILC |  | HHCTGRGGAG |  | SGGAGSGAAG |
| GTGGSGGGGF |  | GAATFASTSA |  | TPPQSNGGGG |  | GKQSKQEIHR |  | RSARLRNTKY |
| KSAPAAEKKV |  | STKGKGRRHI |  | FKLKNPIKAP |  | ESVSTIITAE |  | SIFYKGVYYQ |
| IGDVVSVIDE |  | QDGKPYYAQI |  | RGFIQDQYCE |  | KSAALTWLIP |  | TLSSPRDQFD |
| PASYIIGPEE |  | DLPRKMEYLE |  | FVCHAPSEYF |  | KSRSSPFPTV |  | PTRPEKGYIW |
| THVGPTPAIT |  | IKESVANHL  |  |            |  |            |  |            |

A: Аланін

C: Цистеїн

D: Аспарагінова кислота

E: Глутамінова кислота

F: Фенілаланін

G: Гліцин

H: Гістидин

I: Ізолейцин

K: Лізин

L: Лейцин

M: Метіонін

N: Аспарагін

P: Пролін

Q: Глутамін

R: Аргінін

S: Серин

T: Треонін

V: Валін

W: Триптофан

Білок має сайт для зв'язування з іонами металів, іоном цинку. 
Локалізований у ядрі.